# Nueva Guinea
Nueva Guinea là một khu tự quản thuộc tỉnh Región Autónoma del Atlántico Sur, Nicaragua. Khu tự quản Nueva Guinea có diện tích 2677 ki lô mét vuông. Đến thời điểm năm 2005, huyện Nueva Guinea có dân số 66936 người.